# Mac Thornberry

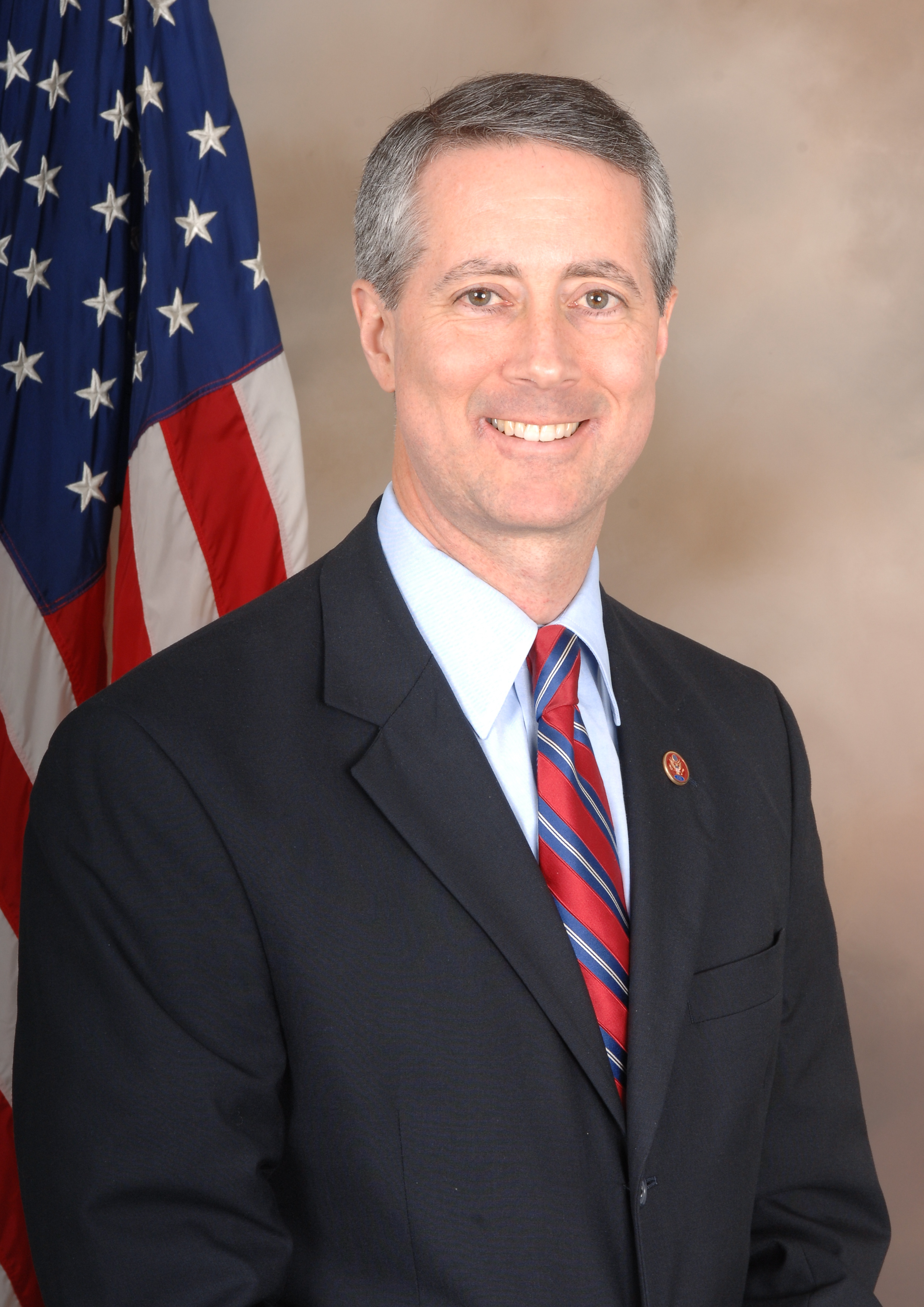
Mac Thornberry

William McClellan „Mac“ Thornberry (* 15. Juli 1958 in Clarendon, Donley County, Texas) ist ein US-amerikanischer Politiker der Republikanischen Partei. Von 1995 bis 2021 vertrat er den 13. Distrikt des Bundesstaats Texas im Repräsentantenhaus der Vereinigten Staaten.

## Werdegang
Mac Thornberry besuchte bis 1976 die Clarendon High School und studierte danach bis 1980 an der Texas Tech University in Lubbock. Nach einem anschließenden Jurastudium und seiner Zulassung 1983 begann er als Rechtsanwalt zu arbeiten. Im Jahr 1993 gründete er in Amarillo eine eigene Kanzlei. Zwischen 1983 und 1988 war er Berater der Kongressabgeordneten Tom Loeffler (bis 1985) und Larry Combest. Zwischen 1988 und 1989 arbeitete er für das Außenministerium der Vereinigten Staaten; danach war er wieder als Anwalt tätig. Außerdem arbeitete er auf der familieneigenen Ranch mit.
Bei der Wahl 1994 wurde Thornberry im 13. Kongresswahlbezirk von Texas in das US-Repräsentantenhaus in Washington, D.C. gewählt, wo er am 3. Januar 1995 die Nachfolge von Bill Sarpalius antrat. Da er bei allen folgenden Wahlen, einschließlich der des Jahres 2016, wiedergewählt wurde, kann er sein Mandat bis heute ausüben. Seine neueste Legislaturperiode läuft bis zum 3. Januar 2019. Er ist bzw. war Mitglied und Vorsitzender im Streitkräfteausschuss und ranghöchstes Mitglied der Republikaner dort (ranking member). Vormals gehörte er auch dem ständigen Geheimdienstsonderausschuss an.
Ende September 2019 gab der als politisches Schwergewicht geltende Thornberry bekannt, bei der Wahl 2020 nicht wieder anzutreten. Sein Mandat endet am 3. Januar 2021. Thornberry war der sechste republikanische Kongressabgeordnete, der sich entschied, nach dem 116. Kongress auszuscheiden, was politische Kommentatoren als „Texodus“ bezeichneten. Ihm folgte der ehemalige Rear Admiral (lower half) und Republikaner Ronny Jackson.
Am 29. Oktober 2019 stimmte Thornberry als einer von 11 Abgeordneten des Repräsentantenhauses gegen die Resolution, die die Ermordung und Deportation der Armenier im Osmanischen Reich als Völkermord klassifizierte.
Mac Thornberry ist verheiratet und lebt privat in Clarendon.